# 刘安元
刘安元（1927年12月5日—2001年5月23日），中国人民解放军高级将领，山东高青人，中将军衔。

## 生平
刘安元于1943年11月加入中国共产党，曾任村支书。1945年8月参加八路军。第二次国共内战时期，跟随部队开赴东北，在东北民主联军第六纵队（后改为解放军第四十三军）作战，一直在50团（后改为解放军43军128师383团）1连任指导员，先后参加了山海关狙击战、长春攻坚战、四平保卫战、三下江南、东北1947年夏季攻势、辽沈战役、平津战役、渡江战役和进军两广等战役战斗。
中华人民共和国成立后，刘安元任383团2营教导员，先后参加了广州战役、粤桂边围歼战和解放海南岛等战役。海南解放后，随部队留岛驻守，任383团政治处副主任、主任、团副政治委员、政治委员。期间，1955年被授予少校军衔，获三级解放勋章。1958年调任炮兵508团团长，三年后进武威炮兵学校学习。1962年毕业，回128师任炮兵52团团长。后升任128师副政治委员、政治委员、43军副政治委员。1973年调任总政治部组织部副部长、干部部副部长，1985年任广州军区副政治委员。1987年11月出任总后勤部政治委员，1990年4月出任第二炮兵政治委员，1992年11月出任南京军区政治委员，1993年12月退役后定居南京。1988年被授予中将军衔，1998年获中国人民解放军独立功勋荣誉章。
第五届全国政协委员。中共第十三届、第十四届中央委员，中共第十四次全国代表大会代表。2001年5月23日在南京逝世。